# 그레몽 공작 앙투안느 3세
그레몽 공작 앙투안느 3세(1604년-1678년 7월 12일)는 프랑스의 군인이자 정치가이다. 1641년부터 프랑스의 육군 원수이자 나바르 및 베랑 총독이었고, 바용의 시장이기도 했다. 30년 전쟁에 참전한 프랑스 군인들 중 한 명이기도 하다

## 생애
앙투안느 데 그레몽은 프랑스 남서부의 귀족집안에서 태어났다. 그의 아버지는 그레몽 공작 앙투안느 2세였고, 그의 어머니는 앙투안느 데 로클로르 장군의 딸 루이즈 로클로르였다. 그라몽은 리슐리외 추기경의 전통적인 지지자였다. 그는 리슐리외가 왕보다 더 중요하다고 말해 논란을 빚기도 했다. 그라몽은 30년 전쟁의 수많은 전쟁에 참전해 1641년 9월 22일 프랑스 육군 원수로 진급했다. 1643년 그는 공작 작위를 받았으며 그는 1653년 장관이 되어 1657년 신성 로마 제국의 제국 의회의 특사로 파견되기도 했다. 그는 루이 14세와 오스트리아의 마리 테레즈의 혼담을 위해 1660년 스페인에 파견되기도 했다. 이후 그는 1678년 사망했다. 그의 추모록은 ("Mémoires du maréchal de Gramont", Paris 1716) 그의 아들 앙투안느 샤를 4세에 의해 편찬되었다.

## 문학 작품
콤테 데 귀셰에서 근 에드몽 로스탕의 시라노 드 베르주라크에서 주요 인물로 등장하며, 그곳에서 그는 기회주의적이고 탐욕스러운 인물로 묘사되었다. 그는 로산과 갈등을 빚으며 그녀를 비콤테 데 발베르외 결혼시키려 노력하기도 한다. 시라노가 발베르를 죽인 이후 데귀셰는 그의 욕망을 알게되어 그와 결혼을 성사시키려 한다. 시라노에 의해 오랫동안 좌절한 이후 그는 복수를 위해 1640년 아라스 포위전에 시라노와 크리스티앙을 보냈고, 크리스티앙은 죽는다.

## 왕족 출신
필베르 데 그라몽의 서술에 따르면 그들의 조상인 앙투안느 데 그라몽은 앙리 4세의 거친 아들 중 1명인 디안 데 앙도잉스일 지도 모른다고 추측했다. 이는 수많은 현대 역사가들에 의해 부정되었다.

## 같이 보기
- 그라몽